# Thriller 25
Thriller 25 je specijalno izdanje šestog studijskog albuma Majkla Džeksona, Thriller. Edicija najprodavanijeg albuma svih vremena je objavljena povodom dvadeset i pet godina od njegovog izlaska. Ideja o tako nečemu je javno začeta u emisiji „“ krajem 2006. godine. Džekson je tada izjavio da bi o tome mogao porazgovarati sa svojim saradnikom imena Vil aj em iz benda Blek ajd pis. Album je izdat u Australiji 8. februara 2008, 11. februara širom sveta a u Sjedinjenim Američkim Državama dan kasnije.
Thriller 25 je izdala Sonijeva kuća Legasi rikordings. U Ujedinjenom Kraljevstvu, album je bio cenzurisan do 15 godina jer sadrži spot pesme „Thriller“. To je bio prvi Džeksonov album sa takvim sertifikatom. Osim originalni materijal, reizdanje sadrži remikse, novi materijal, DVD i pojavljivanja nekoliko savremenih umetnika.
Dva singla, „The Girl Is Mine 2008“ i „Wanna Be Startin' Somethin' 2008“ su izdati kako bi promocija albuma bila uspešnija. Nekoliko remiksa sa kolekcije se našlo na top-listama iako nisu bili objavljeni u vidu singlova. „Thriller 25“ je bio komercijalno uspešan, prodat u oko 3 miliona kopija širom sveta za 12 nedelja. Generalno je primio pohvale od strane muzičkih kritičara uprkos tome što nije bio po njihovom ukusu inspirativan kao originalni.

## Pozadina
Džekson je objavio svoj šesti studijski album, „Thriller“, 30. novembra 1982. godine. Procenjen broj prodatih primeraka prelazi broj od preko sto miliona. Time, „Thriller“ je najprodavaniji muzički album svih vremena. „Thriller“ je inače bio i prvi album u istoriji američke muzičke industrije sa kojeg su objavljeni sedam singlova koji su se našli među deset najboljih na top-listi „Bilbord hot 100“. Uspeh izdanja je pozicionirao Džeksona među dominantne svetske pop izvođače i učinio ga je međunarodnom ikonom pop kulture.

Džekson je upitan o „nastavku“ albuma u emisiji „“ krajem 2006 godine. Odgovorio je da nije razmišljao o tome ali i da bi mogao o tome povesti diskusiju sa svojim saradnikom iz benda Blek ajd pis: 
Ne, nisam razmišljao o tome na takav način ali ću to učiniti. Nismo još uvek diskutovali na tom nivou ali siguran da ćemo jednom već. To je odlična zamisao.
 Vil Aj Em je kasnije bio izvršni producent. Izlazak albuma je najavljen na pres konferenciji izdavačke kuće Epik rekords 30. novembra 2007.

## Sadržaj
„Thriller 25“ je izdat u kompakt disk i vinil formatima. Zajedno sa materijalom sa prvobitnog albuma, na njemu su se našli sedam dodatnih snimaka: nova balada nazvana „For All Time“, audio snimak Vinsenta Prajsa dok uvežbava svoj deo za pesmu „Thriller“ i pet remiksa na kojim se mogu čuti savremeni izvođači kao što su Ferdži i Ejkon. Izdanje uključuje i DVD na kom se nalaze tri pevačeva nagrađivana spota, Emijem nominovano izvođenje pesme „Billie Jean“ sa proslave 25 godina postojanja Džeksonove bivše producentske kuće, Motaun rekords, i knjižica sa porukom od pevača. Pesma „For All Time“ je napisana 1982. da bi svoju konačnu verziju dočekala u toku snimanja „“ albuma. Džekson je demo sa tog snimanja upotrebio, dodao nove stihove i ubacio baladu na reizdanju.
Na ITunes Store, Zune Marketplace i Amazon MP3, edicija pod nazivom „Super Deluxe Edition“ se može kupiti i sadrži dodatni materijal sa ranijeg reizdanja albuma nazvanog „Thriller Special Edition“, „Billie Jean (Underground Mix)“, instrumental „Thriller Mix“, produženu verziju pesme „Billie Jean“ kao i digitalnu knjižicu. Kopija kupljene preko Target, Best Buy i Circuit City sadrže dodatne radove: „Billie Jean (1982 Club Mix)“, „Thriller (1982 Def Remix)“ i „Wanna Be Startin’ Somethin’ (1982 Dance Mix)“. Soni je takođe izdao set za fanove koji sadrži „Thriller 25“ i „Number Ones“ DVD.

### Lista
- 1. „“ 6:02
- 2. „“ 4:20
- 3. „“ (duet sa Polom Makartnijem) 3:42
- 4. „“ 5:57
- 5. „“ 4:17
- 6. „“ 4:57
- 7. „“ 4:05
- 8. „“ 3:58
- 9. „“ 4:57

| 1. - 10. „“ Vinsent Prajs (Temperton) – 0:24 - 11. „“ sa vil.aj.em-om (Džekson/vil.aj.em/Heris) – 3:11 - 12. „“ sa vil.aj.em-om (Džekson/vil.aj.em/Heris) – 4:17 - 13. „“ sa Ejkonom (Džekson/Ejkon/Tuinfort) – 4:11 - 14. „“ sa Ferdži (Džekson) – 4:10 - 15. „“ Kanje Vest remiks (Džekson) – 4:34 - 16. „“ (Šervud/Porkaro) – 4:03 - 17. „“ (Džekson/Džons) – 4:27 (Izdat samo u Japanu) | DVD „ “ „ “ „ “ „ “ ( Motaun 25 ) |

### „“
Godine 2008, ograničena edicija je izdata u Japanu.
| -{CD 1 1. „The Girl Is Mine“ 2. „Can't Get Outta the Rain“ | CD 2 1. „Billie Jean“ 2. „It's the Falling in Love“ |

| CD 3 1. „Beat It“ 2. „Get on the Floor“ | CD 4 1. „Wanna Be Startin' Somethin'“ 2. „Wanna Be Startin' Somethin' (Instrumental)“ |

| CD 5 1. „Human Nature“ 2. „Baby Be Mine“ | CD 6 1. „P.Y.T. (Pretty Young Thing)“ 2. „Working Day and Night“ |

| CD 7 1. „Thriller“ 2. „Things I Do for You“}- |

## Osoblje
| - Izvršni producent: Majkl Džekson „“ - Klavijature: Heris - Producent/inženjer/mikser/udaraljke: vil.aj.em „“ - Klavijature: Heris - Saksofon: Ico - Prateći vokali: Garsija/Betl - Producent/inženjer/mikser/udaraljke: vil.aj.em „“ - Programiranje: Ejkon/Tuinfort - Mikser: Mark Ivl Gudčajld - Producenti: Ejkon/Džekson/Tuinfort | „“ - Producent/mikser/udaraljke/klavijature: vil.aj.em - Inženjeri : Kerin i vil.aj.em „“ - Inženjeri/mikseri: Kilhofer/Dromgul/Hertveh/Viler/Houdž - Klavijature: Besker/Kilhofer/Karuso - Producenti: Vest/Kilhofer „“ - Snimio Brus Svedijen - Klavijature: Porkaro/Pejh - Gitara: Luketr - Udaraljke: Porkaro - Mikser: Guzauski/Bender - Producent: Džekson |

## Hronologija izdavanja
- 8. februar, 2008.
- 11. februar, 2008.
- 12.februar, 2008.
- 20. februar, 2008.
- 11. mart, 2008.
- 20. februar, 2008.